# Zhob
Zhob  és un riu de la província del Balutxistan al Pakistan que neix a l'est de Pishin a 30° 45′ N, 67° 33′ E / 30.750°N,67.550°E i té un curs total de 386 km fins a la seva unió amb el Gomal. Els seus principals afluents són el Toi o Kandil, el Sretoi i el Sewar. Pel nord rep el drenatge de les muntanyes Toba-Kakar i pel sud de les muntanyes que separen la vall del Zhob de la conca del Nari.